# Harley-Davidson
Harley-Davidson, H-D, o Harley es un fabricante estadounidense de motocicletas fundado en 1903 en Milwaukee  (Wisconsin) Estados Unidos. Fue uno de los dos principales fabricantes de motocicletas estadounidenses que sobrevivió a la Gran Depresión, junto a la empresa Indian Motorcycle. La empresa ha sobrevivido a numerosos acuerdos de propiedad, acuerdos subsidiarios, períodos de mala salud económica y calidad del producto, y una intensa competencia global para convertirse en uno de los fabricantes de motocicletas más grandes del mundo y una marca icónica ampliamente conocida por sus fieles seguidores. Hay clubes de propietarios y eventos en todo el mundo, así como un museo patrocinado por la empresa y centrado en la marca.
Harley-Davidson se caracteriza por un estilo de personalización que dio lugar al estilo de la motocicleta chopper. La empresa tradicionalmente comercializaba motocicletas de crucero de peso pesado, refrigeradas por aire con desplazamientos de motor superiores a 700 cc, pero ha ampliado sus ofertas para incluir plataformas VRSC (2002) y Street (2015) más modernas.
Harley-Davidson produce sus motocicletas en fábricas en York, Pensilvania; Milwaukee, Wisconsin; Kansas City, Misuri (cierre) todas las anteriores en Estados Unidos; Manaos (Amazonas) Brasil; y Bawal (Haryana) India. La construcción de una nueva fábrica en Tailandia comenzó a finales de 2018. La compañía comercializa sus productos en todo el mundo, y comercializa productos bajo la marca Harley-Davidson, entre ellos ropa, decoración y adornos para el hogar, accesorios, juguetes, figuras a escala de sus motocicletas y videojuegos basados en su línea de motocicletas y la comunidad.

## Historia

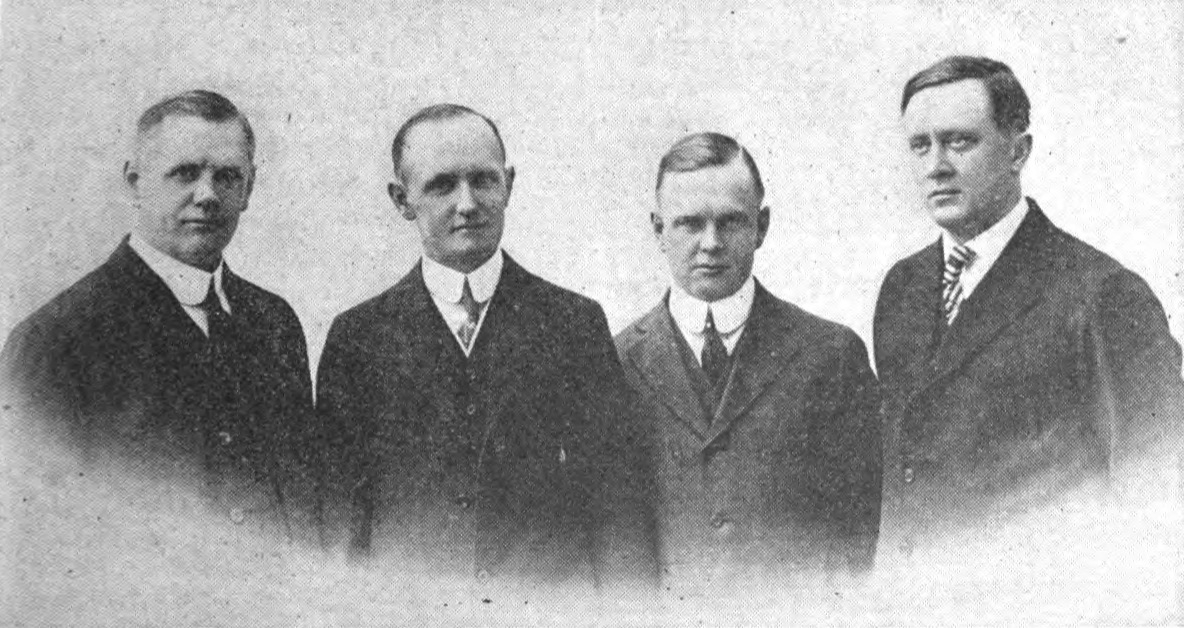
Los fundadores de Harley-Davidson, de Izq., a Der., William A. Davidson, Walter Davidson, Sr., Arthur Davidson y William S. Harley

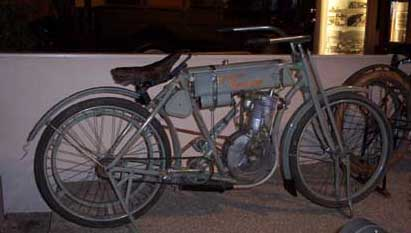
Harley-Davidson 1907

Sus orígenes se remontan a 1903 cuando un joven de Milwaukee, William S. Harley,  su amigo Arthur Davidson y su hermano Walter Davidson fundaron la marca que llevaría sus nombres, aunque empezaron diseñando y fabricando bicicletas. Utilizando sus propios diseños y el patio trasero de la familia Davidson como taller construyeron su primer modelo de competición, que hizo su primera aparición en septiembre de 1904.
Poco a poco fueron aumentando su producción, y al año siguiente ya tenían más de una docena de motos en el improvisado taller. En 1907 la cifra ascendería a las 150 unidades de Harley-Davidson, ya en su propia factoría. Esta dinámica continuó de forma imparable, hasta el punto de que en 1914 su producción alcanzaba las 16.284 motocicletas. Con la entrada de los Estados Unidos en la Primera Guerra Mundial, en 1917, Harley-Davidson se convertiría en el proveedor oficial de su ejército, al que suministró decenas de miles de vehículos.
En la década de los veinte ya se habían convertido en la mayor constructora de motocicletas a nivel mundial, estando presentes en 67 países distintos. Pero con la llegada de la Gran Depresión, en 1929, la producción de Harley-Davidson cayó en picada, por lo que tuvieron que adaptar modelos y métodos de fabricación a los nuevos tiempos.
Al término de este periodo, y como una de las únicas marcas supervivientes de la industria, Harley-Davidson volvió a lograr un contrato con el ejército estadounidense, en esta ocasión para suministrar motocicletas durante la Segunda Guerra Mundial lo que la llevó a una nueva edad de oro. Y aunque se mantendría durante la guerra de Corea, posteriormente sería sustituida por Jeep como principal proveedor de los militares. Como curiosidad, tras la vuelta de la II Guerra Mundial muchos excombatientes introdujeron las choppers, motocicletas (la gran mayoría fabricadas por Harley-Davidson) a las que se quitaban todas las partes innecesarias, como el guardabarros, para dotarlas de una mayor velocidad y un menor peso.
Pero en los años siguientes la compañía vio como su éxito y reputación caían en picado. Mientras que por un lado la aplicación de nuevas tasas e impuestos encarecían enormemente la exportación y venta de motocicletas, por otro el cine de Hollywood asoció a Harley-Davidson con un estereotipo negativo de conductor, debido a que en sus películas se les presentaba como maleantes y violentos.

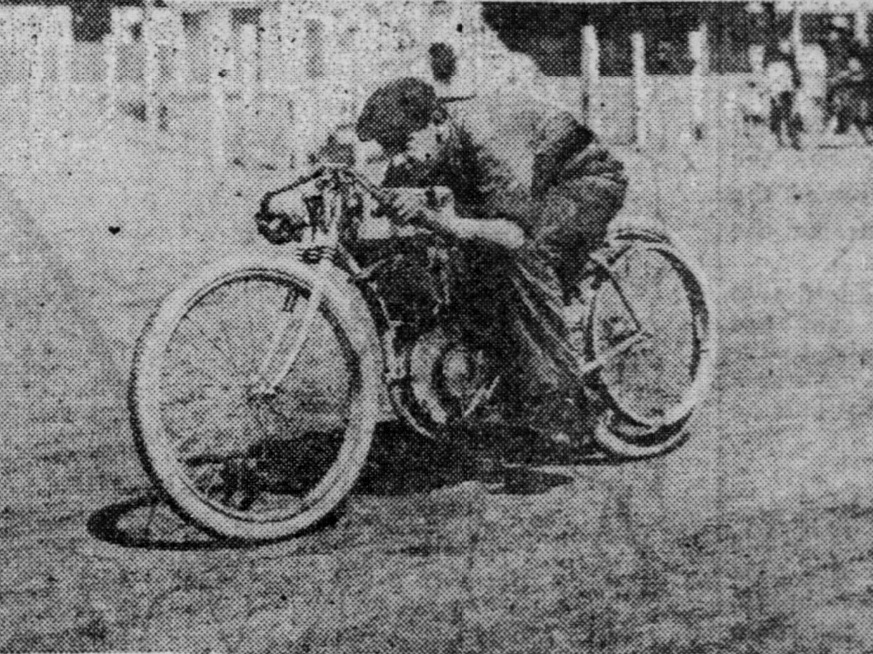
Harley-Davison en una carrera 1908

Además, en 1969 la American Machinery and Foundry compró la compañía, introduciendo unos cambios que empeoraron la calidad de sus modelos de motocicletas y llevaron a la huelga a muchos de sus trabajadores, lo que se tradujo en la pérdida del liderato a favor de las nuevas marcas de origen japonés.
No sería hasta la década de los ochenta cuando Harley-Davidson recuperó su liderazgo, tras la venta de la compañía a un grupo de trece inversores entre los que se encontraban Willie G. Davidson y Vaughn Beals. Comenzó entonces una nueva tendencia en la compañía, que en lugar de seguir la estela de sus competidoras orientales prefirió explotar su propia personalidad.
En noviembre de 2018, y dentro del salón Eicma de Milán, se presentó la primera Harley-Davidson eléctrica de la Historia . Se denominó LiveWire y llegará en el año 2019, con un precio de partida en el mercado español de 33.700 euros. Cuenta con una autonomía en tráfico urbano estimada de 185 kilómetros con una sola carga, acelera de 0 a 100 km/h en 3,5 segundos, al tiempo que no requiere de utilización ni de embrague ni de cambio de marchas. 

### Buell Motorcycle Company

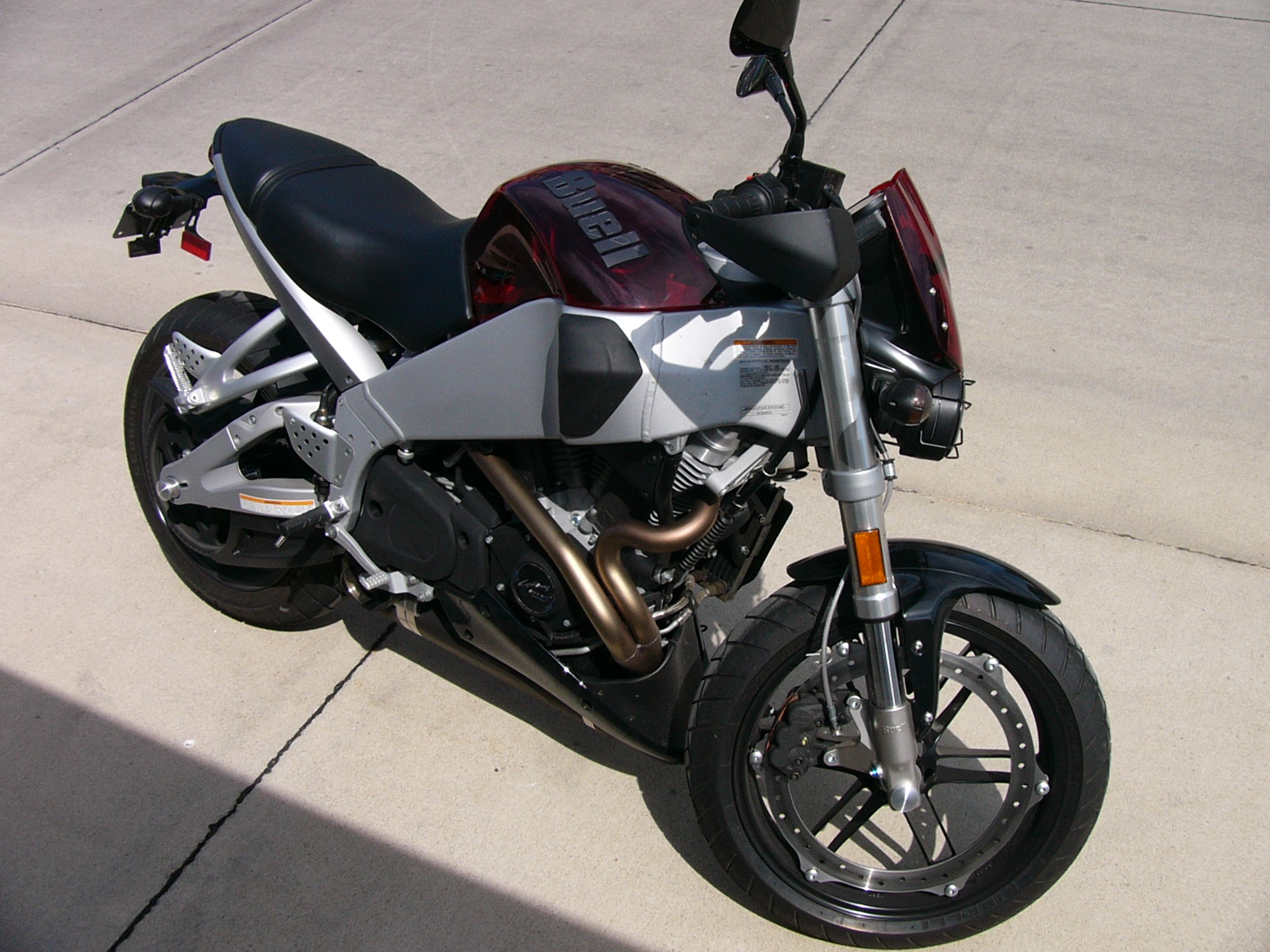
Buell Lightning XB9SX

Harley-Davidson's se asoció con el fabricante de motocicletas deportivas Buell Motorcycle Company en 1987 cuando le vendieron 50 motores XR1000. Buell continuó comprando motores a Harley-Davidson hasta 1993, cuando Harley-Davidson compró el 49% de las acciones de Buell Motorcycle Company. Harley-Davidson incrementó su participación a 98% en 1998, y al 100% en 2003.
En un intento por atraer novatos al motociclismo y en particular a las motos Harley-Davidson, Buell desarrolló una motocicleta de bajo costo y bajo mantenimiento. La motocicleta de un solo cilindro resultante fue introducida al mercado en el año 2000, y fue fabricada hasta 2009, la cual, de acuerdo a Buell, iba a ser el último año de producción.
El 15 de octubre de 2009, Harley-Davidson Inc. emitió un comunicado en el que informaba que iba a descontinuar la línea Buell y a cesar su producción inmediatamente. Las razones argumentadas eran para enfocarse y reforzar la marca Harley-Davidson. La compañía rehusó vender Buell. Por lo que Erik Buell fundó la compañía Erik Buell Racing y continuó fabricando y desarrollando la motocicleta 1125RR de carreras.

### Primera fábrica fuera de EE. UU. (en Brasil)
En 1998 la primera fábrica fuera de los EE. UU. de Harley-Davidson fue inaugurada en Manaos (Amazonas) Brasil, tomando ventaja de la zona económica libre de allá. La localización fue escogida para vender motocicletas en el mercado del hemisferio sur.

### MV Agusta Group
En el 11 de julio de 2008 Harley-Davidson anunció que habían firmado un acuerdo para adquirir MV Agusta Group por $109 millones de USD (€70M). MV Agusta Group tiene 2 líneas de motocicletas: la de alto rendimiento MV Agusta y la de motos de tamaño pequeño Cagiva. La adquisición fue completada el 8 de agosto.
El 15 de octubre de 2009, Harley-Davidson anunció que iba a simplificar sus intereses en MV Agusta. Harley-Davidson Inc. vendió MV Agusta a Claudio Castiglioni, terminando la transacción la primera semana de agosto de 2010. Castiglioni es el dueño anterior de la MV Agusta y había sido el director general desde que H-D la había comprado en 2008.

### Operaciones en la India
En agosto de 2009, Harley-Davidson anunció sus planes para entrar en el mercado de la India, y comenzó a vender motocicletas en la India en 2010. La compañía estableció una subsidiaria, Harley-Davidson India, en Gurgaon (Haryana), cerca de Delhi, en 2011, y creó una red de distribuidores en la India.

### Crisis financiera

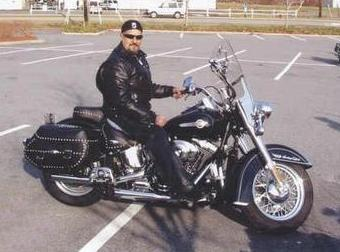
Motocicleta Harley-Davidson Heritage, modelo 2004.

De acuerdo con Interbrand, el valor de las acciones de Harley-Davidson cayó en un 43% a $4.340 millones en 2009. La caída en el valor se cree se debió a la bajada en las ganancias de un 66% en dos cuartos del año anterior. El 29 de abril de 2010, Harley-Davidson declaró que tendrían que disminuir en $54 millones de dólares sus costos de fabricación en sus unidades productivas de Wisconsin, y que explorarían lugares alternativos en EE. UU. para lograrlo. El anuncio vino al principio de una masiva reestructuración, que había comenzado desde principios de 2009 e incluyó el cierre de 2 fábricas, un centro de distribución y el despido del 25% de su fuerza de trabajo (unos 3500 empleados). La compañía anunció el 14 de septiembre de 2010 que se mantendría en Wisconsin.

## El motor Harley-Davidson
Su clásico motor V-Twin produce gran par y un sonido característico. Está compuesto de dos cilindros en V, en un ángulo 45 grados, con orientación de cigüeñal transversal.
Las primeras motocicletas Harleys utilizaron motores experimentales, pero luego vinieron los siguientes diseños:

### Primeros modelos
- Silent Grey Fellow, 1903, monocilíndrico, motor De Dión 2 CV.
- 1909. Harley-Davidson Motor Company presenta el primer motor V-twin. La moto produce siete caballos de fuerza.
- The Flathead, 1929-1974, 45 pulgadas cúbicas (700cc)

### Los Big Twins
- Knucklehead, 1936-1947, 60 y 74 pulgadas cúbicas (1000cc y 1208cc)
- Panhead, 1948-1965, 60 y 74 pulgadas cúbicas (1000cc y 1208cc)
- Shovelhead, 1966-1985, 74 pulgadas cúbicas (1208cc) hasta finales de 1978 y 82 pulgadas cúbicas (1340cc) desde 1979 hasta finales de 1985
- Evolution (también conocido como "Evo" y "Blockhead"), 1984-1999, 82 pulgadas cúbicas (1340cc)
- Twin Cam (también conocido como "Fathead"), 1999–actualmente, en las siguientes versiones:
  - Twin Cam 88, 1999-2006, 88 pulgadas cúbicas (1450cc)
  - Twin Cam 95, 2005 (Modelos C.V.O.), 95 pulgadas cúbicas (1550cc)
  - Twin Cam 96, 2007-2011, 96 pulgadas cúbicas (1584cc)
  - Twin Cam 103, 2003-2006 (Modelos C.V.O.), 2012-actualmente, 103 pulgadas cúbicas (1690cc)
  - Twin Cam 110, 2007-actualmente (Modelos C.V.O.), 110 pulgadas cúbicas (1800cc)
- Milwaukee Eight, 2016–actualmente, en las siguientes versiones:
  - Milwaukee Eigth 107, 2016-actualmente, 107 pulgadas cúbicas (1746cc)
  - Milwaukee Eigth 114, 2016-actualmente (Modelos C.V.O.), 114 pulgadas cúbicas (1868cc)
  - Milwaukee Eigth 117, 2018-actualmente (Modelos C.V.O.)

### Los Small Twins
- Modelos D, 1929-1931, 750cc
- Modelos R, 1932-1936, 750cc
- Modelos W, 1937-1952, 750cc

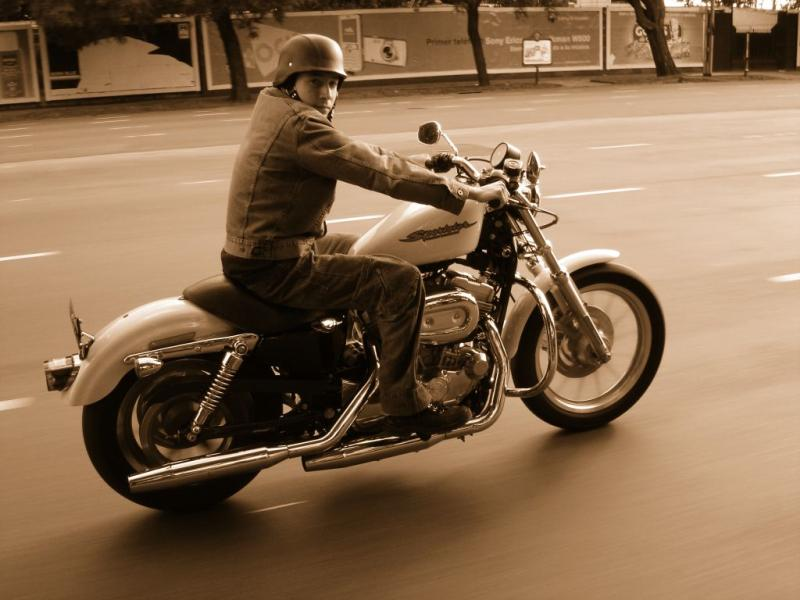
Sportster Evolution.

- Modelos G (Servi-Car), 1932 - 1973, 750cc
- Modelos K, 1952-1953, 750cc
- Modelos KH, 1954-1956, 900cc
- Modelos Sportster, 1957-presente, en las siguientes versiones (Véase también Sportster):
  - Ironhead, 1957-1985, 900cc, 1000cc y 1100cc
  - Evolution, 1985-presente, 883cc y 1200cc

### Revolution

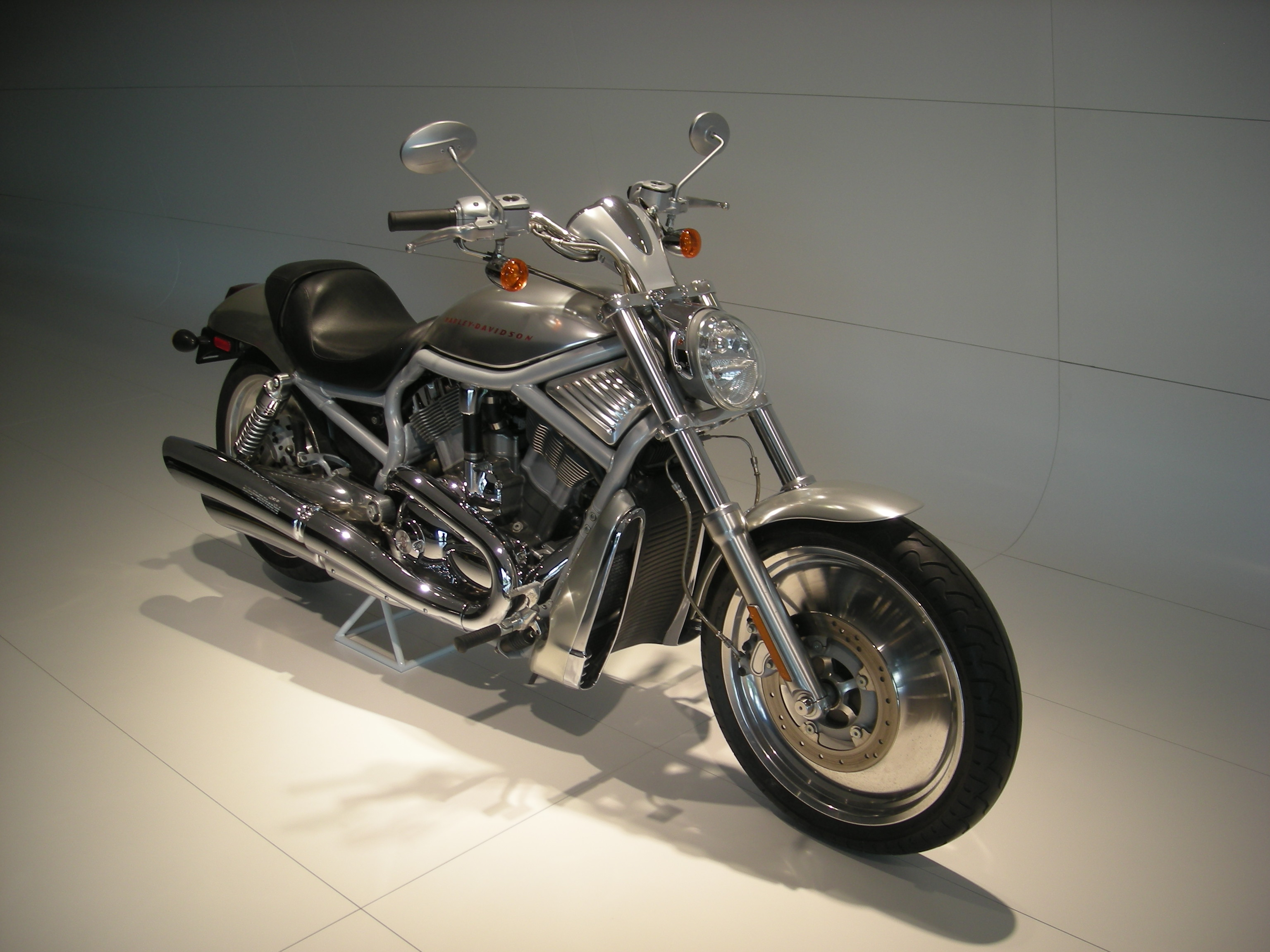
Harley-Davidson V-Rod en el Museo Porsche de Stuttgart

El motor Revolution está basado en la VR-1000 de Superbike, desarrollado conjuntamente por el equipo Powertrain Engineering de Harley-Davidson y Porsche Engineering en Stuttgart, Alemania.
Es un V-Twin a 60° de 4 tiempos y 69 pulgadas cúbicas (1130cc). Tiene refrigeración líquida, doble árbol de levas en cada cabeza y 4 válvulas por cilindro accionadas por pulsadores que produce una potencia máxima de 115 cv (86 kW) a 8250 rpm. Fue introducido por primera vez en los nuevos modelos de la línea V-Rod en 2002, siendo también el primer motor de la marca en montar sistema de alimentación mediante inyección electrónica en lugar de carburadores.
En los años 2005 y 2006 estuvo disponible una versión Screamin' Eagle del motor Revolution con una cilindrada de 1250cc y una potencia máxima de 123 cv (92 kW). A partir del año 2008 todos los modelos de la línea V-Rod (Night Rod Special y V-Rod Muscle) pasan a montar esta nueva configuración de motor, a la vez que se descataloga el modelo Street Rod.
En 2014 se incorporan a la los modelos de la nueva línea Street dos versiones de 500cc y 750cc derivados del motor Revolution. Estos motores, denominados Revolution X, se diferencian por utilizar un único árbol de levas por cilindro, ajuste de válvula "screw and locknut", equilibrador único y cárteres separados verticalmente. Todos estos cambios hacen que este motor se diferencie del Revolution original.

## Familias de modelos
Las actuales familias de modelos de Harley-Davidson están formadas por los modelos Street, V-Rod, Sportster, Dyna, Softail y Touring. Cada una de estas líneas se diferencian entre ellas por sus configuraciones de bastidor, motores y suspensiones entre otras características.

### Street

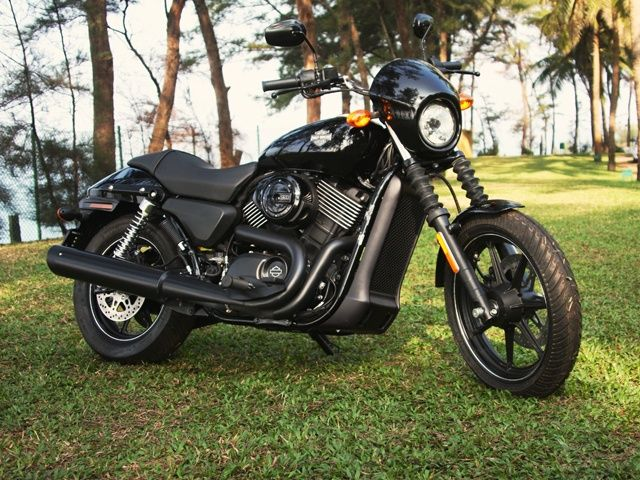
2014 Harley-Davidson Street 750

La Street, la nueva y más reciente plataforma de Harley-Davidson en trece años, fue diseñada para atraer a los jóvenes pilotos que buscan una moto ligera. La Street 750 fue presentada en el salón Indian Auto Expo 2014 de Nueva Delhi, India, el 5 de febrero de 2014. Pesa 218 kg y tiene una distancia al suelo de 144 mm, lo que la confiere como la motocicleta más ligera y baja de todas las Harley-Davidson actualmente disponibles.
La Street 750 utiliza un motor V-twin a 60 ° totalmente nuevo, refrigerado por líquido, denominado Revolution X. En la Street 750, el motor cúbica 749 cc (45,7 pulgadas cúbicas) y produce un par 65 Nm a 4.000 rpm. Utiliza una transmisión de seis velocidades.
La Street 750 y la más pequeña Street 500 están disponibles desde finales de 2014. Las Street para el mercado de América del Norte se producen en la planta que Harley-Davidson tiene en Kansas City, Misuri; mientras que para el resto de mercados internacionales se producen por completo en la factoría de Bawal, India.

### V-Rod

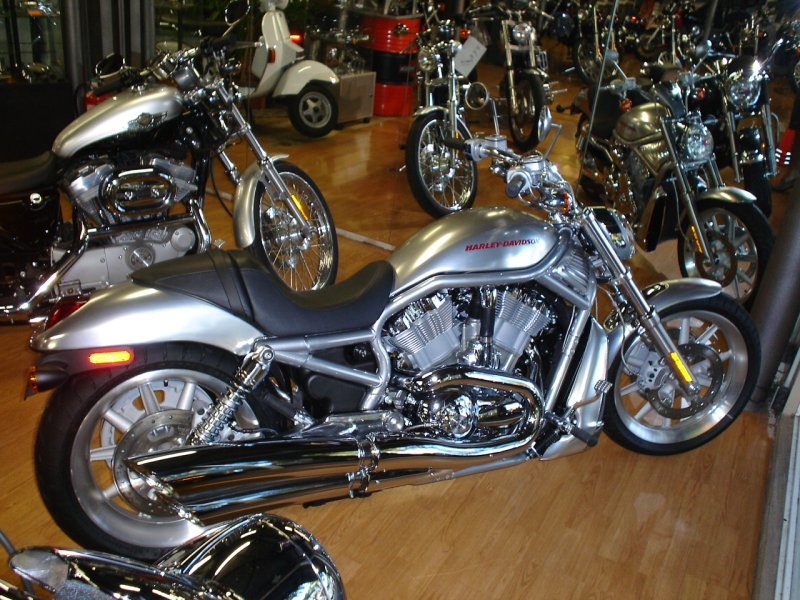
Harley-Davidson V-Rod.

Introducida en 2001, la familia VRSC tiene poco parecido con la gama más tradicional de Harley. Compitiendo contra motocicletas japonesas y estadounidenses del segmento de las Power-Cruiser, el "V-Rod" hace uso de un motor desarrollado conjuntamente con Porsche que, por primera vez en la historia de Harley, incorpora levas y refrigeración líquida. El V-Rod se distingue e identifica fácilmente por el motor V-Twin de 60 grados, el radiador y los largueros del chasis hidroformado que apoyan la tapa del filtro de aire redondo rematado. La plataforma VRSC también se utilizó para la fabricación de motocicletas de carreras de drag.
En 2008, Harley añadió el sistema de frenado antibloqueo como opción instalada de fábrica en todos los modelos VRSC. Harley también aumentó la cilindrada del motor, pasando de 1130cc (69 pulgadas cúbicas) a 1250 cc (76 pulgadas cúbicas) que sólo había estado disponible previamente en las versiones Screamin 'Eagle, y también se incorpora un embrague de tipo antirebotes como parte del equipamiento estándar.
Modelos VRSC incluidos:
VRSCA: V-Rod (2002-2006), VRSCAW: V-Rod (2007-2010), VRSCB: V-Rod (2004-2005), VRSCD: Night Rod (2006-2008), VRSCDX: Night Rod Special (2007-presente), VRSCSE: Screamin 'Eagle CVO V-Rod (2005), VRSCSE2: Screamin' Eagle CVO V-Rod (2006), VRSCR: Street Rod (2006 a 2007), VRSCX: Screamin 'Eagle Tribute V-Rod (2007), VRSCF: V-Rod Muscle (2009-2017).

### Sportster

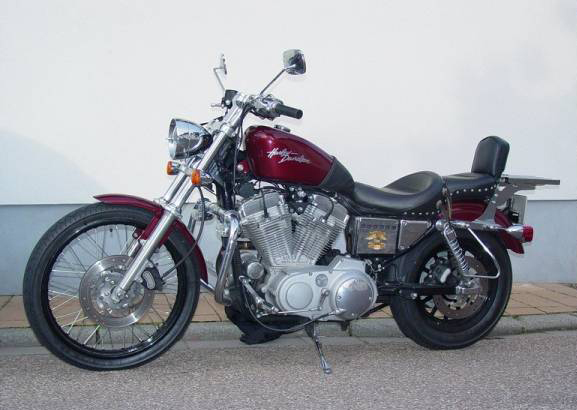
2002 Sportster 883 Custom

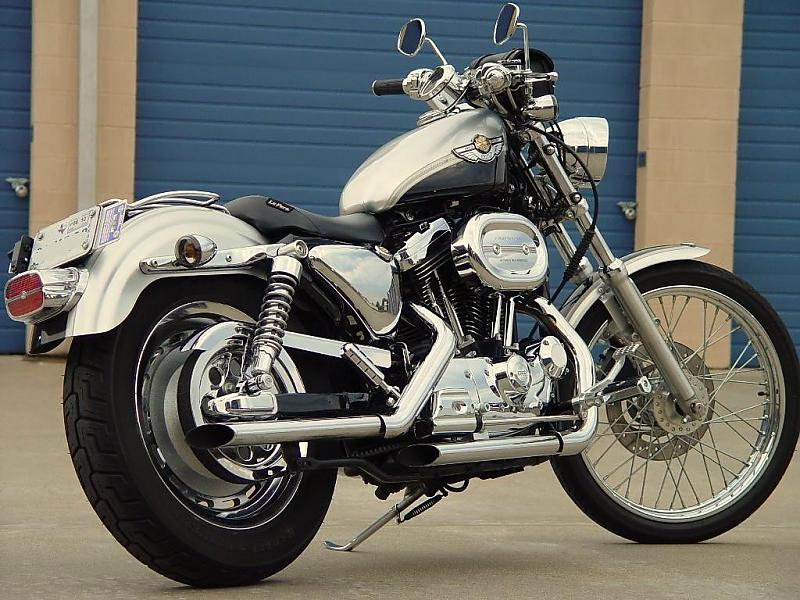
2003 Harley-Davidson XL1200 Custom Anniversary Edition

Introducida en 1957, la familia Sportster se concibió para la competición, y fueron populares en las competiciones de dirt-track y flat-track de Estados Unidos durante las décadas de 1960 y 1970. Más pequeña y ligera que las otras familias de modelos Harley, las actuales Sportsters utilizan motores Evolution con cilindradas de 883cc y 1200cc y, salvo algunas modificaciones, mantienen la misma apariencia que sus antecesoras de competición.
Hasta el año modelo 2003, el motor de la Sportster fue montado rígidamente al marco. En el año 2004, la Sportster recibe un nuevo bastidor en el que el motor va anclado sobre anclajes anti-vibraciones o "Silent-Blocks". Este cambio hizo que la moto fuera más pesada y reduce el ángulo de inclinación disponible, en favor de una reducción de la cantidad de vibraciones transmitidas al bastidor y el piloto, proporcionando una conducción más suave para el conductor y el pasajero.
En el modelo del año 2007, Harley-Davidson celebró el 50 aniversario de la Sportster y produjo una edición limitada llamada la XL50, de los cuales sólo se produjeron 2000 unidades para la venta en todo el mundo. Cada motocicleta fue numerada individualmente, y se produjeron en dos colores, Mirage Pearl Orange o Vivid Black. En ese mismo año, la inyección electrónica de combustible fue introducida a la familia Sportster reemplazando el sistema de carburación, y el modelo Nightster se introdujo a mediados de año. En 2009, Harley-Davidson agregó la Iron 883 a la línea Sportster, como parte de la serie Dark Custom.
En el año modelo 2008, Harley-Davidson lanzó el modelo Sportster XR1200 para Europa, África y el Medio Oriente. El XR1200 tenía un motor Evolución modificado que desarrollaba 91 CV (68 kW), frenos de disco delanteros dobles de cuatro pistones y un basculante de aluminio. La revista Motorcyclist contó con la XR1200 en la portada de su edición de julio de 2008 y su primera impresión en su "First Ride" fue en general positiva al respecto, razón por la que se pidió varias veces a Harley-Davidson la posibilidad de venderla también en los Estados Unidos. Una posible razón para la retrasado la disponibilidad en los Estados Unidos fue el hecho de que Harley-Davidson tuvo que obtener los derechos del nombre "XR1200" de Storz Performance, una tienda de personalización Harley en Ventura, California. El XR1200 fue lanzado en Estados Unidos en 2009 en un esquema de color especial que incluye Mirage Orange, destacando su herencia de las competiciones de dirt-tracker. Los primeros 750 modelos XR1200 en 2009 fueron pre-reservados y venían con una etiqueta con el número 1 de la parte delantera de la moto, autografiada por Kenny Coolbeth y Scott Parker y un agradecimiento / carta de bienvenida de la empresa, firmado por Bill Davidson. La producción del modelo XR1200 fue interrumpida en el año 2013.
Designación
A excepción de la XR1000 de la década de 1980 y el XR1200, la mayoría de Sportsters hechas para su uso en vías públicas tienen el prefijo XL en su designación de modelo. Para los motores Sportster Evolution utilizados desde mediados de la década de 1980, se han producido dos tamaños de motor. Las motocicletas con el motor más pequeño se designan XL883, mientras que aquellos con el motor más grande fueron designados inicialmente XL1100. Cuando el tamaño del motor más grande se incrementó de 1,100 cc a 1,200 cc, la designación se cambió en consecuencia de XL1100 a XL1200. Las letras que vienen a continuación de la designación sirven para identificar las variaciones dentro de la gama Sportster; por ejemplo, la XL883C refiere a una Sportster Custom 883 cc, mientras que el XL1200S designa el ahora discontinuado 1200 Sportster Sport.

### Dyna

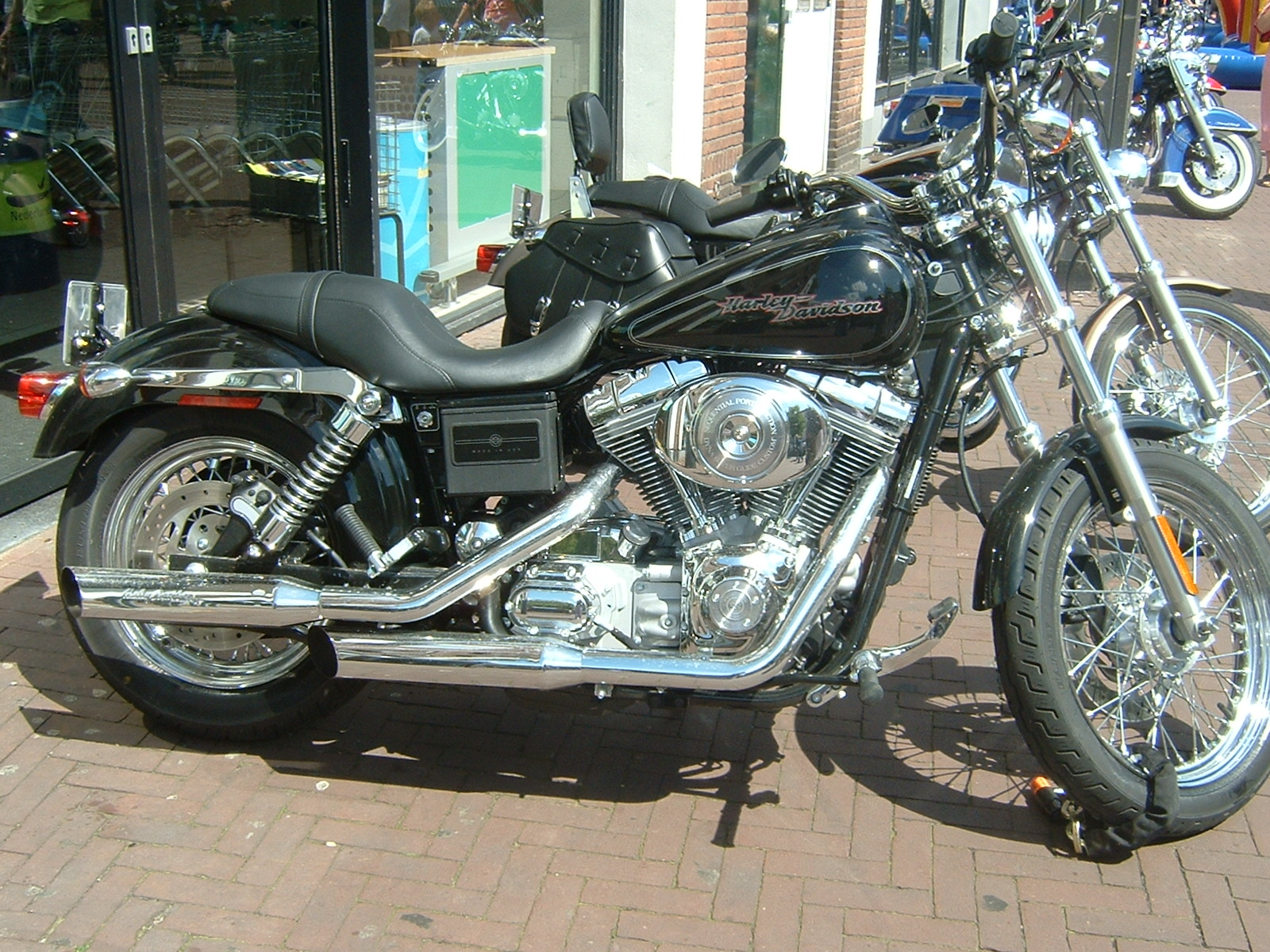
Dyna Super Glide Custom de 2005.

Las motocicletas con cuadro Dyna fueron desarrolladas en los 1980s y principios de los 1990s y presentadas en 1991 con la FXDB Sturgis ofrecida en pequeñas cantidades ya que era de edición limitada. En 1992 la línea continuó con la FXDB Daytona de edición limitada y el modelo de producción FXD Super Glide. El nuevo cuadro DYNA ofrecía grandes motores Big-Twin y estilo tradicional. Pueden distinguirse de los modelos Softail por el resorte encima de los amortiguadores que conecta al brazo balancín con el cuadro, y de las Sporsters por sus motores más grandes. En estas motocicletas, la caja de transmisión también encierra el contenedor de aceite del motor.
Antes del 2008, los modelos Dyna normalmente tenían una horquilla angosta y llanta de estilo XL, por lo que H-D lo indicaba con una X en la designación del modelo. Esta línea por tradición incluía la Super Glide (FXD), Super Glide Custom (FXDC), Street Bob (FXDB), y Low Rider (FXDL). Una excepción era la Wide Glide (FXDWG), la cual mantenía el grueso de las horquillas XL con una llanta angosta, pero con un yugo que separaba los tubos de la horquilla más para dar una apariencia de mayor tamaño. En 2008, la Dyna Fat Bob (FXDF) fue introducida a la línea Dyna, con un estilo agresivo y un nuevo escape 2–1–2, luces frontales dobles, llanta (neumático) trasera(o) de 180 mm (7,1 pulgadas) de ancho, y, por primera vez en la línea Dyna, una llanta delantera de 130 mm de ancho. Para el año 2012, el modelo Dyna Switchback (FLD) fue el primer modelo Dyna que rompió la tradición de tener una denominación que empieza con las letras FX: tenía alforjas rígidas desmontables, parabrisas para turismo, tubos más grandes en la horquilla, luz frontal 'nacelle' y una llanta frontal más ancha con carenado. El nuevo frente era una remembranza de los modelos big-twin FL de 1968-1971.
La familia Dyna usó el motor de 88 plgs cúbicas (1,442 cc) con doble árbol de 1999 al 2006. En 2007, el desplazamiento se incrementó a 96 plgs (1,573 cc) ya que de fábrica se incrementó el desplazamiento a 4,375 plg (111 milímetros) (diámetro 67.1 mm Sobrecuadrado...). Para el modelo de 2012, el fabricante comenzó a ofrecer modelos Dyna con motor de 103 cuin (1688 cc). Todos los modelos Dyna usan motor con montajes de hule para disminuir las vibraciones del motor.
Denominaciones
Los modelos Dyna usan el motor big-twin (F), horquillas telescópicas de diámetro pequeño similar a los usados en los modelos Sportster (X) hasta el 2012 cuando un modelo usó horquillas de diámetro grande similares en apariencia a los usados en la línea Touring (L), y el chasis Dyna (D). Por lo tanto, excepto por las FLD de 2012 al presente, todas las motocicletas dyna tienen denominaciones que empiezan con las letras FXD, ej., FXDWG (Dyna Wide Glide) and FXDL (Dyna Low Rider).

### Softail

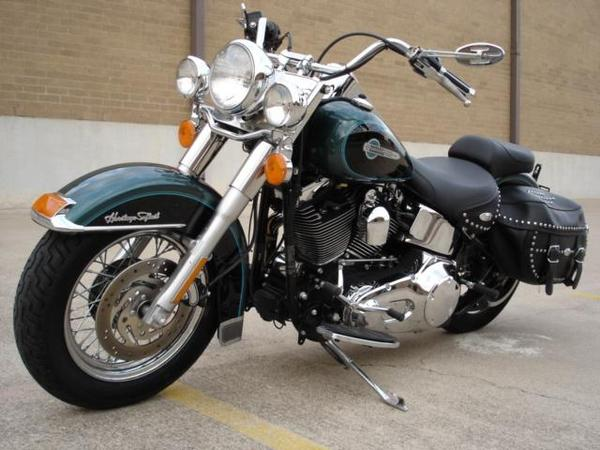
2002 Softail Heritage Classic.

Estas motocicletas con gran motor big-twin tienen una gran tradición dentro de las motocicletas H-D. Con la suspensión oculta dentro de la transmisión, son visualmente similares a las motocicletas de suspensión rígida de las chopper populares en los 1960s y 1970s, o a las anteriores a la Segunda Guerra Mundial. Para mantener esa imagen clásica se ofrecen con frentes "Springer" y "Heritage", estilos que tienden a ser visualmente correspondientes con motos de esas épocas.
Designación
Los modelos Softail utilizan el big-twin (F) y el chasis softail (ST).
- Modelos Softail con horquillas pequeñas similares a los usados en los modelos Sportster (X) y llantas de 21" se les denominan con las letra iniciales FXST, ej., FXSTB (Night Train), FXSTD (Deuce), y FXSTS (Springer).
- Modelos Softail que usan horquillas de tubos de gran diámetro similares a los usados en las motocicletas de turismo (L) y llantas de 16" tienen denominaciones que empiezan co las letras FLST, ej., FLSTF (Fat Boy), FLSTC (Heritage Softail Classic), FLSTN (Softail Deluxe) y FLS (Softail Slim).

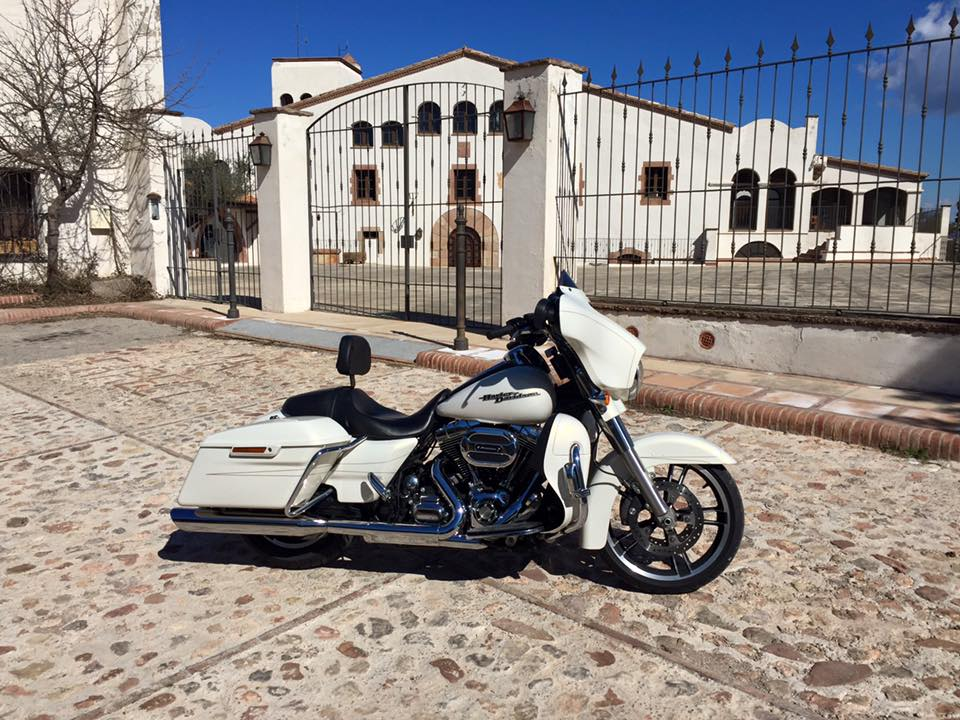
2015 Street Glide Special

- Modelos Softail que usan Springer forks (Horquillas con resortes separados de los amortiguadores) con un rin de 21 plg (533 milímetros) tienen denominaciones que comienzan con las letras FXSTS, ej., FXSTS (Springer Softail) y FXSTSB (Bad Boy).
- Modelos Softail con Springer forks con rin delantero de 16 plg (406 milímetros) tienen denominaciones que comienzan con las letras FLSTS, ej., FLSTSC (Springer Classic) y FLSTSB (Cross Bones).

### Touring
Los modelos Touring (de turismo) usan motores Big-Twin y horquillas telescópicas con tubos de gran diámetro. Todos los nombres de los modelos de turismo comienzan con las letras FL, por ejemplo FLHR (Road King) y FLTR (Road Glide).
La familia de turismo (touring), también conocidas como "dressers" o "baggers", incluye los modelos Road King, Road Glide, Street Glide y Electra Glide; modelos ofrecidos en varias versiones. Los Road Kings tienen una apariencia retro crucera y están equipadas con un gran parabrisas transparente. Las Road Kings son una reminiscencia de los modelos big-twin de los 1940s y 1950s. Las Electra Glides pueden ser identificadas por sus grandes carenados frontales. La mayoría de las Electra Glides tienen un carenado montado en la horquilla al que se le conoce como "Bati ala" ("Batwing") debido a su peculiar forma. Las Road Glide y Road Glide Ultra Classic tienen un carenado montado en el bastidor al que se le conoce como "Nariz de tiburón" ("Sharknose"). La "nariz de tiburón" incluye una luz frontal de 2 lámparas.
Los modelos de touring se reconocen por sus grandes alforjas, muelles helicoidales traseros encima de amortiguadores de aire y son los únicos modelos con radios y CBs. Todos los modelos de turismo usan el mismo bastidor, introducido inicialmente con un motor Shovelhead en 1980, y construyéndose desde entonces solo con ligeros cambios hasta el 2009, cuando tuvo un gran rediseño. El bastidor se distingue por la localización del eje y porque fue el primer bastidor de Harley-Davidson con montajes de hule para el tren motor, para disminuir la vibración del gran V2 que tiene.
El bastidor fue modificado para el modelo de 1994 cuando el tanque de aceite se colocó debajo de la transmisión y la batería pasó de debajo la alforja derecha a estar bajo el asiento. En 1997, el bastidor fue modificado otra vez para permitir una batería más grande debajo del asiento y para que el mismo tuviera una menor altitud desde el piso. En el 2007, Harley-Davidson introdujo el motor de 96 pulgadas (cúbicas) (1,570 cc) DOHC, así como transmisión de 6 velocidades para darle al motociclista mejores velocidades en la autopista.
En el 2006, Harley introdujo la FLHX Street Glide, una motocicleta diseñada por Willie G. Davidson para ser su motocicleta personal, a su línea de turismo.
En el 2008, Harley agregó frenos ABS y control de crucero opcionales de fábrica en todas las motos touring, estándar en sus modelos CVO y de aniversario. También para el 2008 fue el tanque combustible de 6 US-Gal(23 l; 5.0 imp gal) para todos los modelos touring. En 2008 en todos los modelos touring el acelerador era actuado por cable.
Para el 2009, Harley-Davidson rediseñó la línea completa de motocicletas touring con varios cambios, incluyendo un nuevo bastidor, nuevo brazo columpio para la llanta trasera, un nuevo sistema de montaje del motor, llantas delanteras con rin de 17 pulgadas (430 mm) para todos los modelos menos el FLHRC Road King Classic, y un escape 2–1–2 exhaust. Los cambios resultaron en una mayor capacidad de carga, mejor manejo, un motor de funcionamiento más suave, una autonomía mayor y menos calor transmitido desde el escape al piloto y pasajero. También en 2009 se liberó la FLHTCUTG Tri-Glide Ultra Classic, la primera motocicleta de 3 ruedas desde que el Servi-Car fue descontinuado en 1973. El modelo tiene un bastidor único motor de 103 pulgadas cúbicas (1,690 cc) exclusivo para la trike.
En 2014, Harley-Davidson lanzó un diseño para ciertas motocicletas de la línea touring llamándolo "Proyecto Rushmore". Las novedades incluyeron nuevos motores de alta potencia de 103 pulgadas cúbicas (1,690 cc), una alforja de fácil apertura y compartimentos, un nuevo centro de entretenimiento con pantalla sw 4.3 o 6.5 pulgadas con funcionalidad de touchscreen (solo modelos de 6.5"), bluetooth, multimedia, teléfono móvil, GPS, SiriusXM, speach y conectividad USB. Otras funcionalidades disponibles incluían frenos ABS con Reflex™, estilo mejorado, luces de halógeno o led y confort mejorado para el pasajero.

## Harley Owners Group
Harley-Davidson fundó el Harley Owners Group (HOG) en 1983 en respuesta al deseo de los motociclistas de tener una manera organizada de compartir su pasión y orgullo por sus motocicletas. Para 1985, ya disponían aproximadamente 60.000 miembros.
Este rápido crecimiento continuó en la década de 1990, y en 1991, el HOG tomó escala internacional. En la actualidad, el HOG tiene más de 1.300.000 miembros alrededor de todo el mundo.
La manera de ingresar a dicho club es al momento de comprar una motocicleta en la agencia, para lo cual se otorga una membresía con un año de duración. Posteriormente en los años consecutivos si se desea permanecer en el HOG se tendrá que pagar anualidad nuevamente.

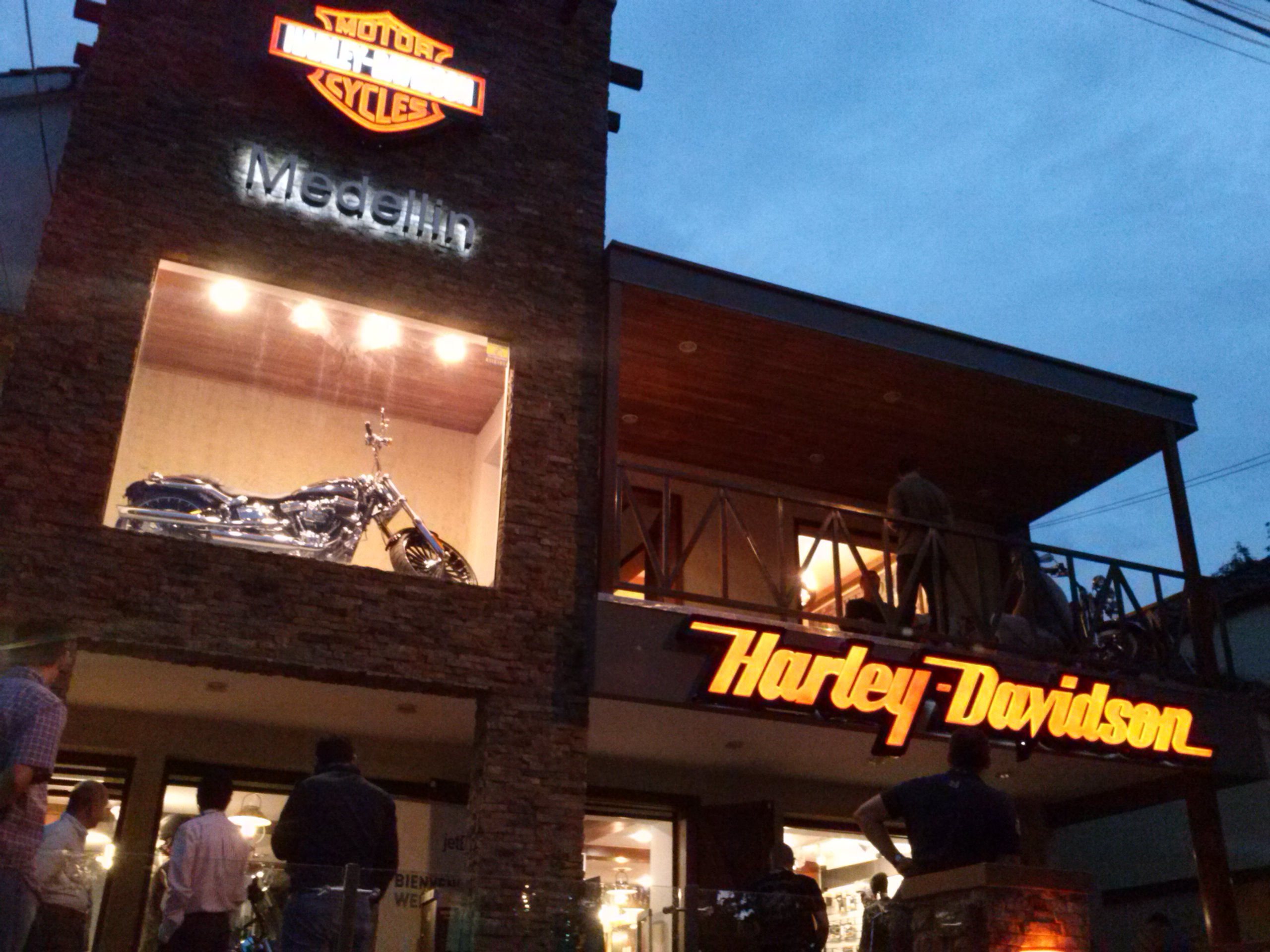
Concesionario autorizado de Harley-Davidson en Medellín, Colombia.